# Josip Joška Broz

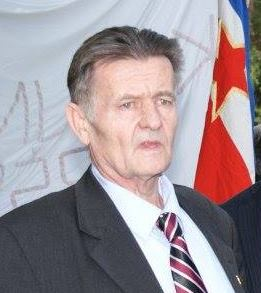
Josip Joška Broz (ca. 2014)

Josip Joška Broz (serbisch-kyrillisch Јосип Јошка Броз); * 6. Dezember 1947 in Belgrad (Föderative Volksrepublik Jugoslawien; † 3. Juni 2025 ebenda) war ein serbischer Politiker (Kommunistische Partei) und Enkel des ehemaligen jugoslawischen Staatspräsidenten Josip Broz Tito. Broz war seit ihrer Gründung im Jahr 2010 Vorsitzender der Kommunistischen Partei und saß seit 2016 für die Fraktion der Sozialistischen Partei Serbiens (SPS) in der serbischen Nationalversammlung.

## Leben

### Privates
Broz war der älteste Sohn von Titos Sohn Žarko Broz. Im Alter von drei Jahren ließen sich seine Eltern scheiden, woraufhin er mit seiner jüngeren Schwester Zlatice zu seinem Großvater Josip und seiner Großmutter Jovanka zog.
Nach dem Schulabschluss studierte er an der Fakultät für Forstwirtschaft der Universität Belgrad und arbeitete nach dem erfolgreichen Abschluss des Studiums eine Zeitlang als Förster. Später arbeitete er in der Leibgarde Titos und sorgte bis zum Tod seines Großvaters für dessen Sicherheit. Danach verdiente er als Inhaber verschiedener Restaurants seinen Lebensunterhalt.
In einem Zeitungsinterview aus dem Jahr 2002 betonte er, dass ihn sein Großvater vor allem zu Bescheidenheit erzogen habe und es ihm stets wichtig war, dass sich sein Enkel nicht von gewöhnlichen Menschen unterscheidet.

### Politische Karriere
Broz trat erstmals bei den serbischen Parlamentswahlen 2003 als Kandidat eines Wahlbündnisses verschiedener linksgerichteter Parteien an.
2008 engagierte er sich für die Vereinigung verschiedener kommunistischer Gruppen mit positivem Bezug zum Titoismus. 2010 nahm er an der Gründungsveranstaltung der Kommunistischen Partei teil und wurde zu deren Vorsitzenden gewählt.
Bei den Parlamentswahlen 2012 und 2014 kandidierte er erfolglos für einen Sitz im Parlament.
Bei den Parlamentswahlen 2016 trat Broz auf einer von der Sozialistischen Partei Serbiens angeführten Wahlliste an und belegte den 28. Platz. Da die Liste 29 Mandate errang, wurde er in die Nationalversammlung gewählt und damit auch Teil der Parlamentsmehrheit des Kabinetts Brnabić I unter Ministerpräsidentin Ana Brnabić. Während seiner ersten Amtszeit war er Mitglied des Ausschusses für Arbeit, soziale Fragen, soziale Eingliederung und Armutsbekämpfung, ein stellvertretendes Mitglied des Umweltschutzausschusses und Mitglied der parlamentarischen Freundschaftsgruppen mit Algerien, Belarus, der Volksrepublik China, Kuba, Griechenland, Iran, Palästina, Russland, Ukraine, Venezuela, Syrien und den Ländern Subsahara-Afrikas.
Bei der Umbenennung seiner Partei in Serbische Linke gab er das Amt des Vorsitzenden an Radoslav Milojičić ab und war seitdem Ehrenpräsident.